# قواعد برلين للموارد المائية
قواعد برلين بشأن الموارد المائية هي وثيقة اعتمدتها رابطة القانون الدولي (ILA) لتلخيص القانون الدولي المعتمد على موارد المياه العذبة في العصر الحديث، سواء داخل الدولة أو خارجها. اعتمد في 21 أغسطس، 2004 في برلين، أن الوثيقة تلغي قانون رابطة القانون الدولي السابق «قواعد هلسنكي حول استخدامات مياه الأنهار الدولية». والتي كانت محدودة في نطاقها لاحواض الصرف الدولي وطبقات المياه الجوفية المتصلة بها.

## النشأة
في عام 1966 اعتمدت رابطة القانون الدولي «قانون هلسنكي في استخدامات مياه الأنهار الدولية»، مبادئ توجيهية غير قابلة للتنفيذ تحكم استخدام المياه الجوفية والأنهار التي تتجاوز حدود الدولة. وبما أن هذه التوجيهات لم تتضمن طبقات المياه الجوفية الأخرى، فقد اصاغت بعد ذلك مبادئ توجيهية أخرى ومختلفة اعتمدتها منظمات أخرى لاستبدال أو استكمال هذه الأدلة التوجيهية، بما في ذلك اتفاقية «الأمم المتحدة» على قانون الاستخدامات الغير ملاحية لمصادر المياه الدولية و«القواعد الخاصة برابطة القانون الدولي بشأن المياه الجوفية الدولية»مع ذلك، فقد اقتصرت هذه الوثائق على معالجة المياه الدولية.في عام 1996 عينت رابطة القانون الدولي «جوزيف ديلابينا» لاصدار مجموعة من القوانين المتعلقة بالمياه، فبعد إصدار القوانين عام 1997 قررت إنشاء وثيقة شاملة، تعالج جميع مصادر المياه العذبة والقضايا المؤثرة على المناخ الذي يؤثر عليها..

## الأحكام
تتطلب الوثيقة من الدول اتخاذ الاجراءات والخطوات المناسبة للمحافظة على مصادر المياه وادارتها، بالارتباط مع الموارد الأخرى، والتقليل من الضرر البيئي. بالإضافة إلى وضع لوائح مختلفة لمتابعة ما يتعلق بالمياه داخل حدود الدولة أو المياه التي قد تشاركها، وهذا ينظم السلوك في وقت الحرب، بما في ذلك الأضرار التي لحقت بالمنشات المائية مثل السدود والخنادق. لا يسمح للدول بالقيام بالممارسات التي قد تؤدي إلى نقص المياه التي تحافظ على حياه المدنيين، ما لم تضطر دولة يتم غزوها بواسطة الطوارئ العسكرية لتوقيف امدادات المياه الخاصة بها، أو من الممكن ان تسبب ضررًا بيئياً غير مبرر. تسميم المياه الضرورية للحفاظ على الحياه محرم بجميع الأحوال.

في حين يتم تقاسم موارد المياه دوليا، فأن هذا ينظم الاستخدام العادل مع مراعاة معقولة لعوامل مثل الاستخدامات السابقة المألوفة للمصدر وموازنة الاحتياجات والمتطلبات المختلفة لجميع الدول المجاورة.وينص على أن المعيار الأول في وزن الاحتياجات هو تلبية متطلبات البشر من الماء للحفاظ على الحياه. ويتطلب ان تبذل الدول التي تتشارك المصادر المائية جهودًا معتدلة لعدم الحاق الضرر ببعضها البعض بالطرق التي استخدام المياه بها.ويسمح بحرية الملاحة من قبل جميع الدول التي تشترك في نظام المياه، على الرغم من انها تسمح بتقييد منطقي لدولة ملاحة مائية ضمن نطاق سلطتها الأمنية. من المتوقع أن تعمل الدول معاً للحفاظ على المياه المشتركة.

تتطلب الوثيقة انفتاحاً منطقياً على المجتمع الدولي للمعلومات المتعلقة بالموارد المائية واستخدامها، لا سيّما في الحالات التي قد تتأثر فيها الدول المشتركة في المصادر المائية. باستثناء حالات الطوارئ، يجب مناقشة الاستخدام مقدماً مع الدول المهتمة والذي قد يؤثر بشكل كبير على الاخرين، مع الخلافات التي تم حلها بالاستئناف حسب الضرورة للجان الحاكمة الدولية. 

بغض النظر عن موقع المياه، وإذا كانت المصادر المائية مشتركة أم لا، فانه يؤكد حق كل فرد في الحصول على المياه بشكلٍ متساوٍ ودون تمييز للحفاظ على الحياة، حتى في أوقات الحرب. يتطلب من الدول تمكين مواطنيها من المشاركة في القرارات التي تؤثر على الحصول على المياه عن طريق تزويدهم بالمعلومات المنطقية حول الموارد المائية والخطط المؤثرة عليها. كما ينص على تعويض النازحين من أجل ضمان الحفاظ على المياه. يتطلب من الدول أن تكون واعية للعوامل البيئية التي تؤثر على موارد المياه والمحافظة عليها بالشكل المناسب، مثل منع تلوث المياه والحفاظ على النظم البيئية المحلية، حتى إذا كانت تحتل أراضي أجنبية خلال وقت الحرب. ويتطلب تدابير مناسبة لحل مشكلات الفيضانات والجفاف، من خلال الإبلاغ السريع عن هذه المخاطر للدول التي تشترك في موارد المياه والعمل على منع الضرر الذي يلحق به والسكان المعتمدون عليه. 

تنص قواعد برلين بشأن الموارد المائية على أنه يجب على الدول فرض أحكامها من خلال التشريعات المحلية، وأن تخضع ايضاً للمراجعة الدولية عند الضرورة لضمان امتثالها.